# Aborto en Colorado
El aborto en Colorado es legal en todas las etapas del embarazo. Colorado uno de los siete estados sin restricciones de plazo en cuanto a cuándo se puede terminar un embarazo.
El aborto en clínica está disponible hasta las 26 semanas. Además, en casos de anomalías fetales, trastornos genéticos, muerte fetal y/o problemas médicos graves, el aborto con medicamentos hasta las 34 semanas también es una opción.
En una encuesta de 2014 del Pew Research Center, 59% de adultos dijeron que el aborto debe ser legal en todos o en la mayoría de los casos y 36% dijeron que el aborto debe ser illegal en todos o en la mayoría de los casos.
En mayo de 2019, hubo actividades por el derecho al aborto como parte del movimiento #StoptheBans (#ParaLasProhibiciones en español).
En cuanto a la política estatal, el Partido Demócrata de Colorado apoya en gran medida el acceso al aborto, mientras que el Partido Republicano de Colorado ha adoptado una postura firma en contra del aborto y ha propuesto leyes para restringir y prohibir el aborto en el estado.

## Historia
El 24 de junio de 2022, el Corte Suprema de los Estados Unidos anuló Roe contra Wade (1973) en Dobbs contra Jackson Women's Health Organization (2022) y permitió que Colorado regulase el aborto en el primer trimestre a un nivel estatal.
El 4 de abril de 2022, Gobernador Jared Polis firmó la Ley de Equidad y Salud Reproductiva (RHEA, por sus siglos en inglés), que afirma el derecho de toda persona embarazada a abortar o dar luz. También garantiza el derecho de optar por anticoncepción y prohibe que el estado niegue dichos derechos.

### Historia de referéndums y enmiendas
La Enmienda 48 de Colorado fue una iniciativa de 2008 que modificaría la definición de persona a "cualquier ser humano desde el momento de la fecundación". El 4 de noviembre de 2008, la iniciativa fue rechazada por el 73% de los votantes.
La Proposición 115 de Colorado fue una iniciativa electoral de 2020 que impediría el aborto después de las 22 semanas, a menos que el embarazo pusiera en peligro la vida de la madre. Realizar un aborto después de las 22 semanas se habría convertido en un delito menor de clase 1. El 3 de noviembre de 2020, los votantes de Colorado rechazaron la Propuesta 115, con el 59% de los votantes en contra de la iniciativa.